# Estádio Carlos Tartiere
O Estádio Carlos Tartiere, também conhecido por de Buenavista, foi um estádio de futebol construído na cidade de Oviedo. Inicialmente chamado de de Buenavista, teve o seu nome mudado em Junho de 1958 para Estádio Carlos Tartiere em homenagem a Carlos Tartiere de las Alas Pumariño, 1º presidente do Real Oviedo.
Em 1969 houve uma melhoria no estádio que passou a contar com iluminação artificial, permitindo assim receber jogos noturnos. Para a inauguração da iluminação foi realizado um jogo amistoso entre o Real Madrid e o Real Oviedo, em 4 de Junho de 1969.
Na década de 80 foi remodelado para receber os jogos da Copa do Mundo de 1982, aumentando a sua capacidade de 20.000 para 22.500 lugares.
Em 1998, com o objetivo de cumprir com as normas de segurança da UEFA, um novo estádio começou a ser projetado para substituir o antigo. Após dois anos de construção, o Novo Estádio Carlos Tartiere ficou pronto e foi realizado no antigo estádio o último jogo, em 20 de Maio de 2000. Entretanto o estádio somente foi demolido em 2003.
No local está sendo projetado o futuro Palacio de Congresos da cidade de Oviedo.